# Estadi de la Ciudad de los Deportes
L'Estadi de la Ciudad de los Deportes és un estadi de futbol situat a la Ciutat de Mèxic, que té una capacitat per 36.681 persones i en el qual actua des de 1996 en condició de local el Cruz Azul, equip de la Primera Divisió de Mèxic.
Anteriorment va ser seu dels clubs América (1947-1955), Necaxa (1950-1955) i Atlante (1947-1957, 1983-1989, 1991-1996 i 2000-2002). També va exercir com a amfitrió aquí la Selecció de futbol de Mèxic de 1947 a 1955 i el 1992 durant la segona fase de l'eliminatòria mundialista rumb al Mundial dels Estats Units de 1994. Històricament ha rebut les següents denominacions:
- Estadi Olímpico de la Ciudad de los Deportes (1946-1983)
- Estadi Azulgrana (1983-1996)
- Estadi Azul (1996-2018)
- Estadi de la Ciudad de los Deportes (2020-avui)

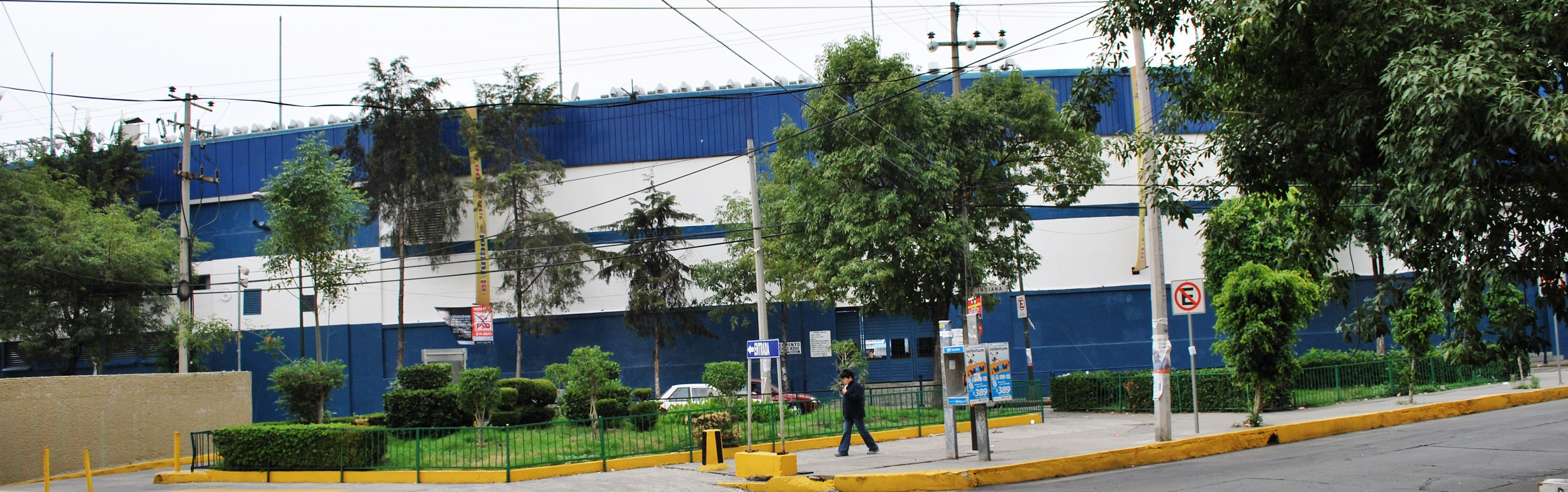
Exterior de l'estadi
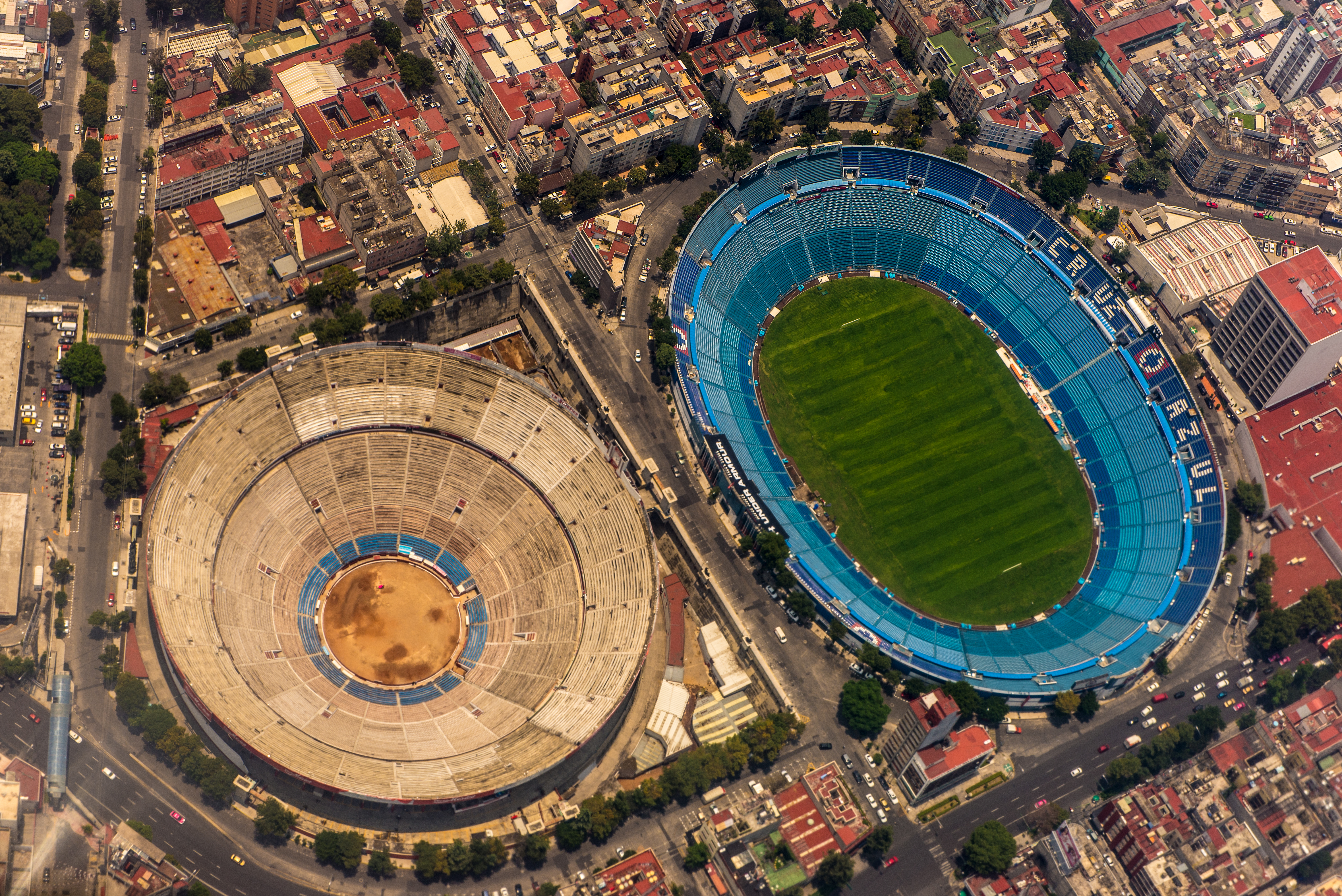
Estadi des de l'aire
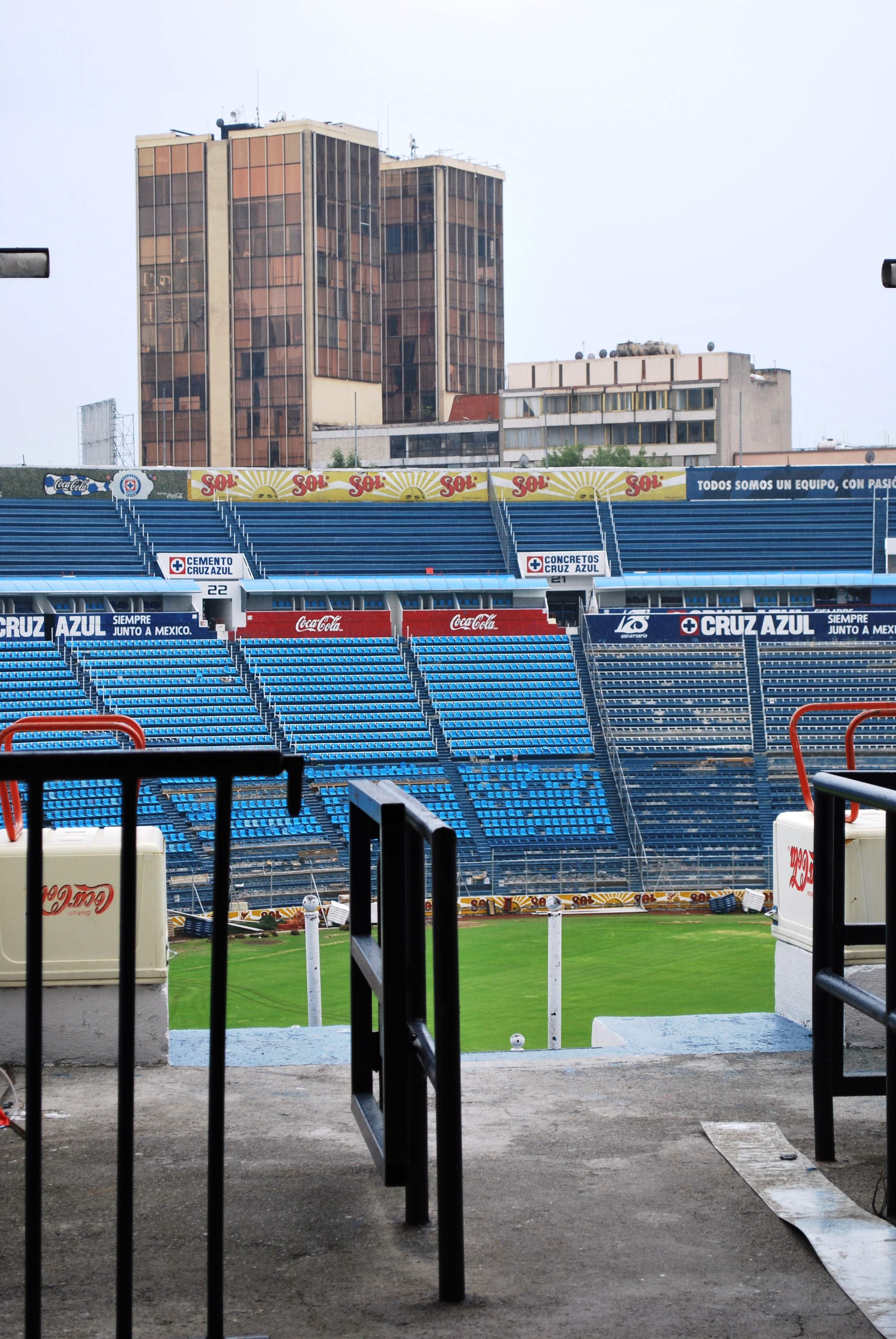
Interior
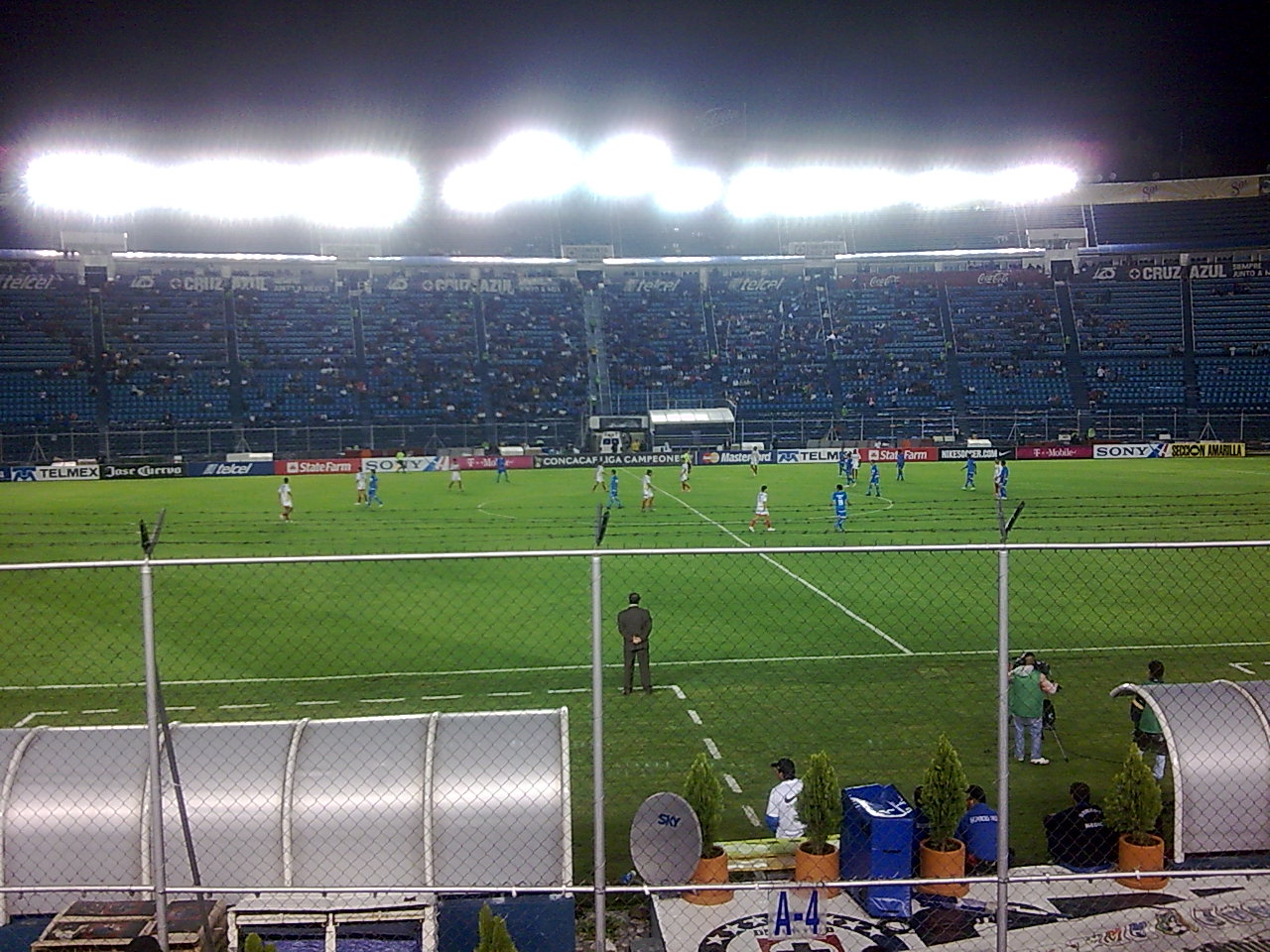
Interior est secció A